# Bandon (circonscription britannique)
Pour les articles homonymes, voir Bandon.
Bandon (aussi appelé Bandon Bridge ou Bandonbridge) est une circonscription électorale du Royaume-Uni de Grande-Bretagne et d'Irlande, de 1801 à 1885. En 1885, elle est supprimée et incluse dans celle de South East Cork.